# Oleksandr Kusmuk

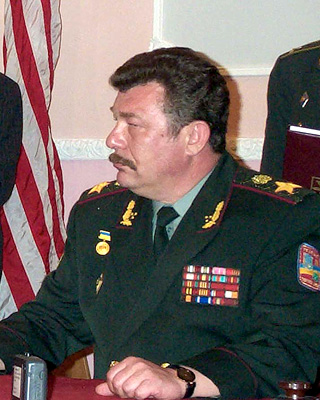
Oleksandr Kusmuk (2001)

Oleksandr Iwanowytsch Kusmuk (* 17. April 1954 in Djatyliwka, Ukrainische SSR) ist ein ukrainischer Offizier und Politiker. Er war Verteidigungsminister und Vizeministerpräsident der Ukraine.

## Leben
Oleksandr Kusmuk kam im Dorf Djatyliwka (Дятилівка) (Rajon Slawuta) im Norden der ukrainischen Oblast Chmelnyzkyj zur Welt.
Zwischen 1975 und 1993 diente er als Soldat der Roten Armee unter anderem in der Gruppe der Sowjetischen Streitkräfte in Deutschland und in den sowjetischen Militärbezirken Belarus, Moskau, Leningrad, Karpaten und Odessa. Im Dezember 1993 wurde er Kommandeur des 32. Armee-Korps und Militärchef der Krim. 
Im Anschluss war er von Oktober 1995 bis Juli 1996 Kommandeur der Nationalgarde der Ukraine und wechselte daraufhin auf den Posten des ukrainischen Verteidigungsministers. Dieses Amt hatte er vom 11. Juli 1996 bis zum 24. Oktober 2001 inne (siehe Sibir-Flug 1812) und erneut vom 24. September 2004 bis zum 3. Februar 2005. Während seiner Zeit als Verteidigungsminister war er auch Mitglied des Nationalen Sicherheits- und Verteidigungsrats.
Vom 25. Mai 2007 bis zum 18. Dezember 2007 war Kusmuk im zweiten Kabinett Janukowytsch Vizeministerpräsident der Ukraine. Nach der Parlamentswahl 2012 wurde er als Mitglied der Partei der Regionen Abgeordneter der Werchowna Rada und blieb dies bis zur Parlamentswahl 2014.
Im August 1995 wurde Kusmuk zum Generalleutnant befördert und seit Dezember 1996 trägt er den militärischen Rang eines Armeegenerals.

## Ehrungen
Kusmuk erhielt zahlreiche Ehrungen und Orden. Darunter: 
- 2010 Verdienstordens der Ukraine 3. Klasse
- 2004 Orden Daniel von Galizien
- 2002 Bogdan-Chmelnizki-Orden 1. Klasse
- 1999 Bogdan-Chmelnizki-Orden 2. Klasse
- 1997 Bogdan-Chmelnizki-Orden 3. Klasse